# Бријан Либенберг
Бријан Либенберг (фр. Brian Liebenberg; 19. септембар 1979) бивши је професионални рагбиста и некадашњи репрезентативац Француске.

### Клупска каријера
Родио се у Јужноафричкој Републици, али је хлеб као професионални рагбиста почео да зарађује у Италији. Провео је једну сезону у Пјаћенци у Серији А. После Пјаћенце одлази у Француску где ће играти најпре за Гренобл, а затим за Стад Франс. Са Стад Франсом је три пута освојио титулу првака Француске и изгубио једно финале купа европских шампиона.

### Репрезентација Француске
За репрезентацију Француске је дебитовао против Румуније 2003. Био је део експедиције Француске на светском првенству 2003., где је одиграо мечеве против Новог Зеланда и Ирске. Освојио је гренд слем са Француском 2004. У купу шест нација 2005, одиграо је два меча и то против Енглеске и Шкотске. У дресу "галских петлова" одиграо је укупно 12 тест мечева и постигао 5 есеја.

## Успеси
Титула првака Француске са Стад Франсом 2003, 2004, 2007.
Титула првака Европе са репрезентацијом Француске 2004.